# Castre de Sanfins
El Castre de Sanfins és un jaciment arqueològic de la cultura Castro situat a la freguesia portuguesa de Sanfins de Ferreira al municipi de Paços de Ferreira. i la part sud-oest a la d'Eiriz, ambdues al municipi de Paços de Ferreira, districte de Porto. Està classificat per l'IPPAR com a Monument Nacional (Dec. Núm. 35817, DG, 187, 1ª Sèrie, 20 d'agost de 1946).

## Història
La construcció del jaciment de Castro es va desenvolupar en moltes fases, entre el segle v aC i el segle ii aC. El Castro va tenir un període d'ocupació romana que va començar durant el segle iii, sent abandonat durant el segle iv. El lloc també inclou una capella dedicada a Sant Romà (s. XIV) i 34 sepultures pertanyents a un cementiri cristià de l'edat medieval (s. XIII dC). El Castro va ser excavat per primera vegada el 1895 per Francisco Martins Sarmento i José Leite de Vasconcelos i les darreres intervencions van ser el 1995, quan es va reconstruir una de les cases i es va col·locar una rèplica d'estàtua de guerrer prop de l'entrada de la segona muralla.
És una de les zones arqueològiques més importants de la civilització dels castres a la península Ibèrica. Va sorgir al voltant del segle I ae i ocupa un espai de prop de 15 hectàrees, en un turó integrat en una zona muntanyenca d'afloraments granítics, en un indret estratègic entre la regió del Dauro i del Minho.
Hi ha vestigis de l'ocupació del castre des del segle v aC, tot i que la gran ciutat existí en temps dels galaics, entre els segles II i I ae.
En aquesta època, s'estima que hi viurien tres mil persones, una població que vivia essencialment del treball del ferro, amb gran vocació guerrera, i restaven altres activitats econòmiques, com ara l'agricultura, a càrrec d'altres castres de la rodalia.
Era la ciutat seu d'una regió més vasta, que comprenia les actuals Valongo, Maia i Penafiel, on es concentrava el poder polític i militar. Els romans acabarien per arribar-hi, pocs anys abans de la nostra era, però amb dificultat.
Els primers estudis d'aquest castre són dels historiadors Francisco Martins Sarmento i Leite de Vasconcelos. Les excavacions se n'iniciaren al 1944 i es van perllongar més de mig segle.

### Muralles
El castre estava protegit per diverses línies de muralles, amb un mur exterior que protegia l'oest i el sud i un fossat al nord i al sud. Les muralles defensives s'adapten al terreny, amb una planificació regular i carrers ortogonals. Aquestes parets es van crear mitjançant blocs de granit locals. S'han trobat prop de 160 cases dins de les muralles de Citânia. La majoria d'aquestes cases són circulars, amb uns diàmetres d'uns 5 m, parets de pedra granítica i sostres cònics fets amb materials peribles. Aquestes cases solen formar barris de 4 o 5 edificis, orientats a un pati comú i envoltats per una muralla, formant àrees de 200 a 300 m². A la perifèria de Citânia, es va trobar un edifici de banys públics. Es van trobar estàtues de guerrers a Citânia, una d'elles supervisant l'entrada principal de Citânia. Citânia té una carretera principal amb orientació nord-sud i carreteres col·laterals d'orientació est-oest.

### Pedra Formosa
L'edifici destinat a banys públics destaca, del conjunt arqueològic del castre, per la seua tècnica i per contenir la "Pedra Formosa del castre de Sanfins”.
“Diuen que alguns dels pobles dels marges del riu Dauro viuen a la manera dels laconis (Esparta). S'unten amb oli dues vegades (per dia) en llocs especials i prenen banys de vapor, fet amb pedres escalfades pel foc i (després) es banyen en aigua freda.” 
Les aigües d'aquests banys, segons Armando Coelho, són la font més elevada del riu Ferreira.

### Nucli familiar
El castre engloba més de cent cinquanta cases de planta circular i rectangular, agrupades en prop de quaranta conjunts d'unitats familiars. Se'n va restaurar un nucli familiar.
“En el dia a dia beuen cervesa i, rarament, vi. El poc que aconsegueixen, de pressa ho consumeixen en les festes familiars... en aquests festins s'asseuen en bancs construïts al voltant dels murs, ocupant els llocs segons l'edat i la dignitat. El menjar circula de mà en mà. Mentre beuen, ballen i fan cors al so de la flauta i de la trompeta, saltant enlaire i caient de genolls...” 

## Galeria d'imatges

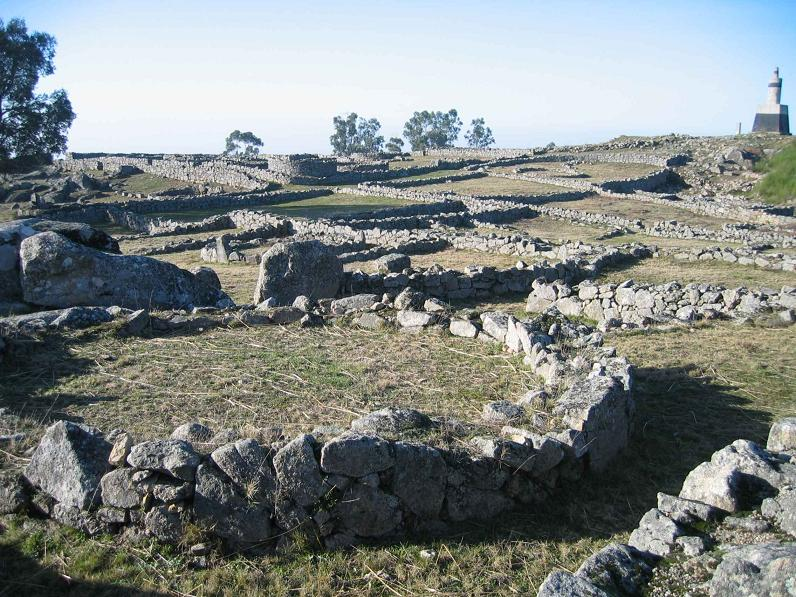
Castre de Sanfins
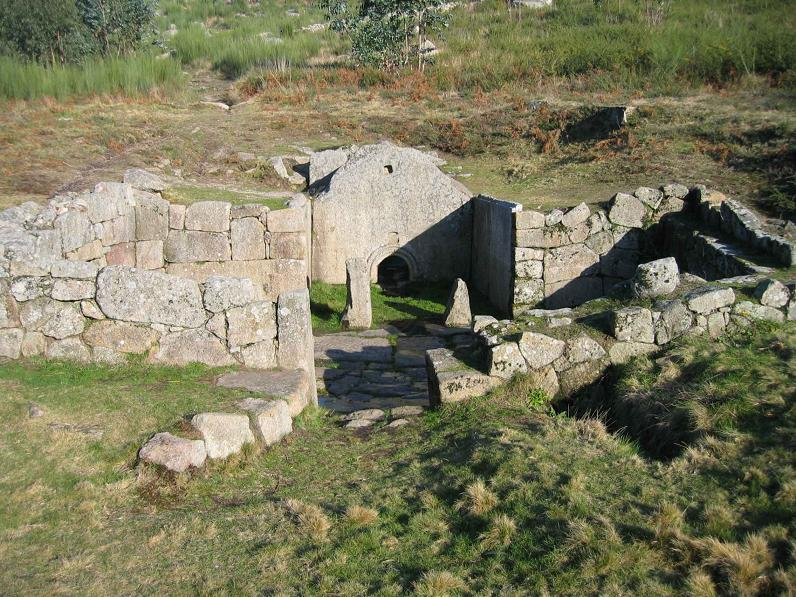
Balneari Castrejo
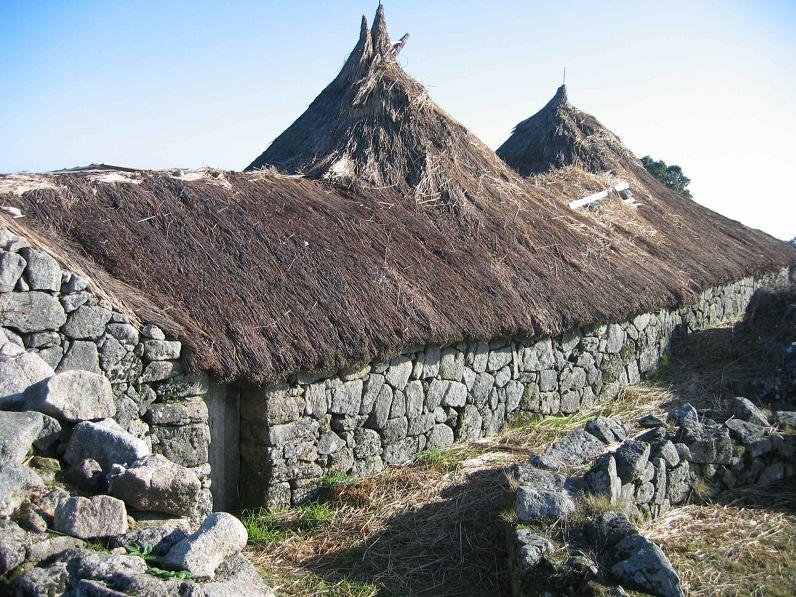
Nucli familiar - Castre de Sanfins